# Zanderia octoblepharis
Zanderia octoblepharis là một loài rêu trong họ Rhachitheciaceae. Loài này được (A. Jaeger) Goffinet mô tả khoa học đầu tiên năm 1997.